# Microsage rubra
Microsage rubra är en stekelart som beskrevs av Heinrich 1930. Microsage rubra ingår i släktet Microsage och familjen brokparasitsteklar. Inga underarter finns listade i Catalogue of Life.